# Discestra fuerteventurensis
Discestra fuerteventurensis är en fjärilsart som beskrevs av Rudolf Pinker och Bacallado 1979. Discestra fuerteventurensis ingår i släktet Discestra och familjen nattflyn. Inga underarter finns listade i Catalogue of Life.